# یاسمین یوتنر
یاسمین یوتنر (آلمانی: Jasmin Jüttner; ۲۲ مهٔ ۱۹۹۳) کاراته‌کا زن اهل آلمان است.  وی در بازی‌های المپیک تابستانی ۲۰۲۰ شرکت کرده‌است. 